# Тесна (платформа)
Тесна — остановочный пункт Павелецкого направления Московской железной дороги в городском округе Кашира Московской области. Расстояние от Москвы — 115 км. Останавливаются все проходящие электропоезда, включая электропоезда «Экспресс». Турникетами не оборудована. Касса присутствует.

## История
Открыта в 1936 году. В 1936—1968 годах называлась Сорокино (по ближайшему селу).

## Предприятия
Неподалёку от Тесны расположены завод Центролит, юридически относящийся к Кашире, и комбикормовый завод, юридически относящийся к Ожерелью. На самом деле оба этих завода находятся вне территории указанных городов.

## Изображения
- Общий вид
- Пригородный электропоезд около платформы Тесна
- Пассажирские платформы